# 資官縣
資官縣。晉置冶官縣；南齊後廢，訛作治官縣；隋復置，又訛治作咨官縣；唐又訛咨作資。唐武德初，屬嘉州。貞觀六年，屬榮州。宋代仍屬榮州。元省。